# Séverine Beltrame
Séverine Beltrame (Montpellier, 14 de agosto de 1979), Brémond ou Brémond Beltrame quando casada, é uma ex-tenista profissional francesa.